# Hénosis
La hénosis o henósis (en griego antiguo: ἕνωσις) es la palabra griega clásica para referirse a la "unidad", "unión" o "unidad" mística. En el platonismo, y especialmente neoplatonismo, el objetivo de henósis es la unión con lo que es fundamental en la realidad: el (Τὸ Ἕν), la Fuente, o la Mónada. El concepto neoplatónico tiene precedentes en las religiones de misterio griegas así como paralelismos en la filosofía oriental. Se desarrolla aún más allá en el Corpus hermeticum, en teología cristiana, alevismo, soteriología y misticismo, y es un factor importante en el desarrollo histórico de monoteísmo durante la Antigüedad tardía.

## Etimología
El plazo es relativamente común en textos clásicos, y tiene el significado de "unión" o "unidad".

## Proceso de unificación
La henósis, o unidad primordial, es racional y determinista, emanando del indeterminismo una causa no causada. Cada individuo como microcosmos refleja el ordenamiento gradual del universo denominado como el macrocosmos. Al imitar al demiurgo (nous), uno une con El Uno o la Mónada. Así, el proceso de unificación, con "El Ser" y "El Uno" se denomina henósis, cuya culminación es la deificación.

## Plotino
La henósis para Plotino se definía en sus obras como una inversión del proceso ontológico de la conciencia a través de la meditación (en la mente occidental para no contemplar) hacia ningún pensamiento (nous o demiurgo) y sin división (díada) dentro del individuo (ser). Como se especifica en los escritos de Plotino sobre Henología, uno puede alcanzar una tabula rasa, un estado en blanco donde el individuo puede captar o fusionarse con El Uno. Esta simplicidad absoluta significa que el nous o la persona se disuelve, completamente absorbido de nuevo en la Mónada. 
Dentro de las Enéadas de Plotino, la Mónada puede ser referida como el Bien sobre el demiurgo. La Mónada o dunamis (fuerza) es de una expresión singular (la voluntad o la una es la buena), todo está contenido en la Mónada y la Mónada lo es todo (panteísmo). Toda división se reconcilia en la primera etapa final antes de alcanzar la singularidad, lo que se llama dualidad (díada) se reconcilia completamente en la Mónada, Fuente o Uno (ver monismo). Como la única fuente o sustancia de todas las cosas, la Mónada abarca todo. Como infinito e indeterminado todo se reconcilia en los dunamis o uno. Es el demiurgo o segunda emanación que es el nous en Plotino. Es el demiurgo (creador, acción, energía) o nous lo que "percibe" y, por lo tanto, hace que la fuerza (potencial o Uno) se manifieste como energía, o el díada llamado mundo material. Nous como ser, ser y percepción (intelecto) manifiestan lo que se llama alma (Alma del Mundo).
Plotino expresa sus enseñanzas para reconciliar no solo a Platón con Aristóteles, sino también a varias religiones mundiales con las que tuvo contacto personal durante sus diversos viajes. Las obras de Plotino tienen un carácter ascético en el sentido de que rechazan la materia como una ilusión (inexistente). La materia fue tratada estrictamente como inmanente, con la materia como esencial para su ser, sin tener un carácter o esencia, sustancia u ousia verdadera o trascendental. Este enfoque se llama idealismo filosófico.

## Jámblico de Calcis
Dentro de las obras de Jámblico de Calcis, El Uno y la reconciliación de la división se pueden obtener a través del proceso de la teurgia . Al imitar el demiurgo, el individuo regresa al cosmos para implementar la voluntad de la mente divina. Uno pasa por una serie de teurgia o rituales que une al iniciado a la Mónada. Estos rituales imitan el orden del caos del Universo en el mundo material o cosmos . También imitan las acciones del demiurgo como el creador del mundo material. Iamblichus usó los rituales de las religiones misteriosas para realizar rituales en el individuo para unir a su persona externa e interna. Así, uno sin conflicto interno o externo está unido (henósis) y es El Uno (hen).

## Cristianismo ortodoxo oriental
En el cristianismo ortodoxo oriental, pero también en el misticismo occidental, la henósis puede ser adquirida por teorías, hesicasmo y oración contemplativa . Sin embargo, el concepto de teosis, o deificación, difiere de la henósis, ya que los seres creados no pueden convertirse en Dios en su esencia trascendente, u ousia, sino solo compartiendo la fuerza de su amor, es decir, una participación de la vida de Dios